# Josephine Roberto
Josephine Roberto (nacida el 25 de diciembre de 1977, Pasay), conocida también como Banig o Banig Roberto, es una cantante, compositora, actriz y productora filipina de género pop y r&b. Ella comenzó a cantar cuando tenía unos 3 años de edad, su carrera profesional comenzó a la edad de 8 años, cuando participó en un concurso de canto llamado "Ang Bagong Kampeon", que fue transmitido por un canal local de televisión en su natal Filipinas. Se posesionó como ganadora de dicho concurso por 7 semanas consecutivas y más adelante, ocupó el tercer lugar en la gran final. Después de obtener éxito en el "Ang Bagong Kampeon", se presentó en otros programas de televisión en 1989. También fue ganadora en un Concurso a nivel Internacional, transmitida por la red "Star TV", en la que representó a Filipinas. Esto la llevó a que se trasladara a los Estados Unidos, donde actualmente reside y goza de una carrera musical exitosa.

## Biografía
Josephine Roberto nació el 25 de diciembre de 1977, en Pasay, Metro Manila, tuvo interés por la música a una edad muy temprana. Sus padres, Efren y Gloria Roberto, tenían ciertas inclinaciones musicales y decidieron apoyar el talento de su hija Josephine. A la edad de 3 años, Josephine ya cantaba en funciones escolares, eventos organizados por los gobiernos municipales y reuniones familiares. Su padre, empezó a grabar algunos demos ásperos, para poder demostrar el talento de Josephine a sus compañeros de trabajo, mientras trabajaba en el extranjero. Con canciones como "Paper Roses", "Mamang Sorbetero", "Fama" y "Cualquiera puede ver", la pequeña Josephine impresionada por sus familiares y amigos, tuvo la oportunidad de participar en diferentes concursos de talentos reconocidos.
Josephine, creció escuchando a algunos de los mejores cantantes de su época, como Michael Jackson, Whitney Houston, Gladys Knight, Aretha Franklin y Tina Turner. Estos grandes de la música, ha influenciado el estilo musical de Josephine.

## Conciertos
- Banig Live (Headline) SM Cubao, Quezon City, PHIL. May '88
- Banig Live (Headline) Circus Circus, Manila, PHIL. June '88
- Banig Live (Headline) N. Edsa, Quezon City, PHIL. June '88
- Pure Energy (Guest) Shrine Auditorium, LA Dec. '88
- Duran Duran Concert (Opening Act) Araneta Coliseum, Quezon City, PHIL. Feb. '89
- That Old Black Magic (Headline) Music Museum, Greenhills, PHIL. Feb. '89
- An Evening With Banig (Headline) St. Mary's College, Meyc., PHIL. Feb. '89
- Banig Live (Headline) Wiltern Theatre, LA June '89
- Banig Live (Headline) St. Mary's College, Meyc., PHIL. July '89
- Jam Dancin' (Headline) The Roxy Theatre, W. HOLLYWOOD Feb. '90
- Iba Ang Pinoy (Headline) Quirino Grandstand, Manila, PHIL. June '90
- Nite of Pop, Rock & Soul (Headline) Scottish Rite Auditorium, LA Jan. '91
- Banig Magic (Headline) San Diego Convention Ctr., SD, CA Nov. '91
- Christopher de Leon Concert 	(Guest) Riverside Auditorium, Riverside, CA July' '93
- Banig Is Back 	(Headline) Copley Symphony Hall, SD, CA Aug. '93
- Banig Live (Headline) Mayan Theater, LA -Feb. '94
- KMXZ Car Show 	(Guest) Sta. Cruz County Fair, CA Apr. ' 94
- Fiesta Island '94 (Headline) Cow Palace, SF, CA June '94
- Banig Live (Headline) Wilshire Ebell Theatre, LA July '94
- B-96 Presents (Guest) Ka-Boom, Chicago, IL Aug. '94
- Tournament of Champions (Guest) Comiskey Park, Chicago, IL Aug. '94
- Philippine Weekend Festivals (Headline) Delano, CA Aug. '94
- Hawaii In-Line Skate Fest (Guest) Aloha Stadium, Honolulu, HI Sep. '94
- QSP Fall Tour '94 (Headline) Northern/Southern CA Jr./MS Nov./Dec. '94
- Can You Feel My Heart (Headline) Copley Symphony Hall, SD, CA July '95
- US-Philippines Expo'95 	(Headline)	Fairplex, Pomona/Meadowlands, NJ Aug. '95
- Banig In Concert (Headline) Trump Taj Mahal, Atlantic, City, NJ Nov. '95
- Live In New York City (Headline) City Center, New York, NY' Aug. '96
- US-Philippines Expo'96 	(Headline) Queen Mary, Long Beach, CA Nov. '96
- Banig Live (Headline) Hollywood Palladium, Hollywood, CA Nov. '96
- Banig The Experience (Headline) Carson Civic Auditorium, Carson, CA Nov. '97
- Banig Coming of Age 2001 (Headline) Alex Theatre, Glendale, CA May '01[1]
- Philippine-American Expo (Headline) Los Angeles Convention Center, Los Angeles, CA Jun.'01
- Philippine-American Expo (Headline) Del Mar, CA Nov. '02
- Silent Whispers (Headline) Spreckels Theater, San Diego, CA May '03[2]
- Philippine-American Expo (Headline) Del Mar, CA Nov. '03

## Presentaciones en canales de televisión de Filipinas

### 1986
- Agosto a diciembre - Ang Bagong Kampeon (The New Champion) Cap. 9 (Ella era la 7 semana campeón de la serie y la serie Host le dio el apodo de "banig").

- 16 de diciembre - Guest Performer, Gary V Especial Navidad - RPN cap. 9.

### 1987
- Jan. 07 - Kalatog-Pinggan - BBC Ch. 2
- Feb. 09 - That's Entertainment - GMA Ch. 7
- Mar. 23 - Big Sunday - BBC Ch. 2
- Apr. 05 - Snooky - BBC Ch. 2
- Jun. 15 - Eat Bulaga - RPN Ch. 9
- Sep. 11 - Lunch Date - GHA Ch. 7

### 1988
- Feb. 07 - Tin Pan Alley - BBC Ch. 2
- Feb. 13 - Kopong-Kopong - IBC Ch. 13
- Mar. 13 - The Sharon Cuneta Show - BBC Ch. 2
- Mar. 19 - Lunch Date - GMA Ch. 7
- Apr. 23 - Uncle Bob Show - GMA Ch. 7
- Apr. 25 - Good Morning - PTV Ch. 4
- Apr. 27 - Kalatog-Pinggan - BBC Ch. 2
- May 4 - Loveliness - Ch. 13
- May 8 - Kuarta O Kahon - RPN C. 9
- May 13 - Lunch Date - GMA Ch. 7
- May 26 - Vilma - GMA Ch. 7
- Jun 05 - The Sharon Cuneta Show - BBC Ch. 2
- Jun. 06 - That's Entertainment - GMA 7
- Oct. 01 - Lotlot & Friends - RPN Ch. 9
- Oct. 09 - Superstar - RPN Ch. 9
- Dec. 25 - Kuarta O Kahon - RPN Ch. 9
- Dec. 26 - Not So Late Night with Edu - BBC Ch. 2
- Dec. 31 - Lunch Date - GMA Ch. 7

### 1989
- Jan. 28 - Eat Bulaga - RPN Ch. 9
- Jan. 29 - Kuarta O Kahon - RPN Ch. 9
- Feb. 23 - Eat Bulaga - RPN Ch. 9
- Feb. 25 - Lunch Date - GMA Ch. 7
- Feb. 26 - GMA Super Show - GMA Ch. 7
- Mar. 10 - Ang Bagong Kampeon - RPN Ch. 9
- Apr. 26 - Dick and Carmi Show - BBC Ch. 2
- Apr. 28 - Lunch Date - GMA Ch. 7
- Apr. 28 - Star Watch - PTV Ch. 4 9
- Apr. 29 - Movie Magazine - GMA Ch. 7
- Apr. 29 - Regal Family - RPN Ch. 9
- May 1 - Eat Bulaga - RPN Ch. 9
- May 1 - That's Entertainment - GMA Ch. 7
- May 2 - Eye to Eye - GMA Ch. 7
- May 2 - Eat Bulaga - RPN Ch. 9
- Jun. 29 - MAD - GMA Ch. 7
- Jul. 09 - Batang Pinoy - IBC Ch. 13
- Jul. 09 - The Sharon Cuneta Show - BBC Ch. 2

### 1990
- May 25 - Eye to Eye - GMA Ch. 7
- May 25 - TV Patrol - BBC Ch. 2
- May 25 - Movie Magazine - GMA Ch. 7
- May 26 - Eye to Eye - GMA Ch. 7
- May 28 - Ryan Ryan Musikahan - BBC Ch. 2
- May 29 - MAD - GMA Ch. 7
- Jun. 02 - Eat Bulaga - RPN Ch. 9
- Jun. 02 - Uncle Bob Show - GMA Ch. 7
- Jun. 03 - Sa Linggo Na Po Sila - BBC Ch. 2
- Jun. 03 - The Sharon Cuneta Show - BBC Ch. 2
- Jun. 04 - Mongolian Barbecue - IBC Ch. 13
- Jun. 09 - Magandang Gabi - PTV Ch. 4 (Interview with Phil. Pres. Corazón Aquino)
- Jun. 09 - Lunch Date - GMA Ch. 7
- Jun. 10 - GMA Supershow - GMA Ch. 7
- Jul. 06 - Vilma - GMA Ch. 7
- Jul. 07 - TV Patrol - BBC Ch. 2

## Presentaciones en cadenas televisivas de Estados Unidos y Canadá

### 1988
- Nov. 18 - International Star Search Grand Champion-Junior Category KCBS, Ch. 2

### 1989
- Jun. 01 - The Arsenio Hall Show KCOP, Ch. 13
- Aug. 30 - The Super Dave Osborne Show Toronto, Canadá, Showtime Cable TV (Aired Dec. '89, Jan. 90)[3]
- Nov. 30 - The Arsenio Hall Show KCOP, Ch. 13

### 1990
- Aug. 14 - Kid N' Play Cartoon Show KNBC, Ch. 4 (Aired in Sept. '90)[4]
- Sep. 23 - Variety Children's Charities Telethon KCAL, Ch. 9[5]

### 1991
- Jan. 09 - AM Los Angeles w/ Steve Edwards, Tawny Little KABC, Ch. 7[6]
- Mar. 04 - Into the Night with Rick Dees KABC, Ch. 7
- Jun. 27 - Into the Night with Rick Dees KABC, Ch. 7[7]
- Oct. 08 - Studio 59 with Chris Lemmon KABC, Ch. 7

### 1992
- Apr. 14 - National Anthem Rendition NBA Games - Clippers vs. Kings LA Sports Arena Sports Channel, Cable TV[8]
- Apr. 21 - The Maury Povich Show KCBS, Ch. 2
- Dec. 23 - National Anthem Rendition NCAA Games - USC vs. Nebraska LA Sports Arena PRTK Sports Ch.

### 1993
- Feb. 27 - Leon & Friends KTBN, Cable TV (Aired May '93)[9]

### 1994
- June 23 - The Joan Quinn Profiles BHTV
- July 14 - E! News Daily - Bianca Ferrari/Steve Kmetko E! Channel, Cable TV (Aired Aug. '94)
- Aug. 09 - Good Day LA - Barbara Schroeder FOX, Ch. 11
- Sep. 10 - The Johnny Yune Show KSCI, International Ch. (Aired Sep. 25, '94)

### Programas especiales en televisión
1990
- Aug. 10 - Banig Special - PTV Ch. 4 (A special on Banig's life in the U.S.)

## Actuaciones y espectáculos

### 1986
- Dec. 28 - Metro Manila Film Festival Awards Night Ultra, Pasig, Metro Manila.

### 1987
- Feb. 14 - Gary V Love Power Concert Quirino Grandstand, Rizal Park, Metro Manila.
- Jul. 16-17 - Gary V Campus Tour Ateneo and De La Salle University, MM.
- Sep. 06 - Lou Bonnevie Young At Heart Concert Rizal Theater, Makati, Metro Manila.
- Sep. 09 - 11th Aliw Awards Night (Performance Awards) Rizal Theater, Makati, Metro Manila.
- Sep. 30 - Uniwide Presents Uniwide Store, Metro Manila.

### 1988
- Jan. 31 - Gary V Live In Concert Pamantasan ng Lungsod ng Maynila, Metro Manila.
- Apr. 10 - The Center for Pop Music Philippines SM City, N. EDSA, Quezon City.
- Jun. 01 - Diet Coke Presents Makati, Metro Manila.
- Jun. 18 - Gary V Live In Concert Dagupan City, Pangasinan.
- Aug. 5-6- Gary V Sound of Life Concert Rizal Theater, Makati, Metro Manila.
- Sep. 09 - Gary V Pure Energy Concert San Agustin Gym, Iloilo City.
- Sep. 17 - Gary V High Energy Concert Central Bank Convention, Davao City.
- Sep. 23 - Gary V Concert PBMIT Gym, Batangas City.
- Oct. 13 - RFM Variety Show RFM Complex, Mandaluyong, Metro Manila.
- Oct. 28 - Kuh Ledesma After the Rain Concert Cebu Plaza Hotel, Cebu City.
- Nov. 02 - GMA Tower Launching Broadway Centrum, Greenhills, Metro Manila.
- Dec. 15 - Nestle Phil. Variety Show Inter-Continental Hotel, Makati, Metro Manila.
- Dec. 27 - Metro Manila Film Festival Awards Night PICC, Roxas Blvd., Metro Manila.

### 1989
- Feb. 27-Mar. 1 - Opening Act for Duran Duran Concert Araneta Coliseum, Quezon City.
- Feb. 25 - Anniversary of EDSA Revolution EDSA, Quezon City.
- Apr. 16 - Rocking High Concert Music Museum, Greenhills, Metro Manila.
- May 5–7 - Gary V Concert Naga and Sorsogon, Bicol.

### 1990
- May 26 - Film Academy of the Phil. Awards Night Phil. Convention Center, Metro Manila.

## Grabaciones
- Makinang Kumakanta (Single) - WEA Records (Philippines) 1988
- Jambalaya (Single) - WEA Records (Philippines) 1988
- BANIG (Album) - VIVA Records (Philippines) 1990
- Billy (Single) - VIVA Records (Philippines) 1990
- Pandangguhan (Single) - VIVA Records (Philippines) 1990
- Can You Feel My Heart (EP) - DEL-FI Records (U.S.A.) 1994
- I Talk To Everybody (Single) - Del-Fi Records (U.S.A.) 1994
- Everlasting (Single) - Del-Fi Records (U.S.A.) 1994
- This Time It' For Real (Single) - Del-Fi Records (U.S.A.) 1994
- The Wonders Of Your Love (Single) - Del-Fi Records (U.S.A.) 1994
- Can You Feel My Heart (Single) - Del-Fi Records (U.S.A.) 1994
- Silent Whispers (Album) - Double Play Entertainment (U.S.A.) 2002
- Boogie On The Dance Floor (Single) - Double Play Entertainment (U.S.A.) 2004
- Walk (Single) - Double Play Entertainment (U.S.A.) 2006
- Josephine Roberto (Album) - Double Play Entertainment (U.S.A.) 2010

## Películas y comerciales
- "M & M" The Incredible Twins - VIVA Films 1989.
- POP COLA - Star Cosmos Bottling Co. 1990
- Mighty Kid Shoes - Star Rubber World Philippines 1990.

## Premios, nominaciones y reconocimientos
- Mejor Intérprete Infantil - aliw Premios 1987.
- Mejor Grabación Artista Infantil - Awit Premios 1988.
- Nominado, Mejor Actriz Infantil - Star Awards 1990.
- Nominado, Mejor Actriz Revelación Niño - Star Awards 1990.
- Nominado, Newsmaker Of The Year - Star Awards 1990.
- Premio Cantante Ganar -  Youth In Film Showcase 1990.
- Role Model Award - Búsqueda de involucrar a los estadounidenses Pilipino 1994.
- Grandes Logros En Artes Escénicas - Estados Unidos y Filipinas Premio Reconocimiento Expo 1995.
- Outstanding Service / inestimable a la Comunidad - Reconocimiento Especial del Congreso 1995.
- Laguna Premios 1996
- Manila-US tiempos Águila Premios
- Celebrity Premios
- Tri-Media Artist in Excellence Awards-13 Exposición Filipino-Americana 2001-Jun. 16-17, 2001
- Tri-Media Artist in Excellence Awards-16a Exposición Filipino-Americana 2002-noviembre 16-17, 2002
- Tri-Media Artist in Excellence Awards-18a Exposición Filipino-Americana 2003-noviembre 22-23, 2003